# Valdoie
Valdoie est une commune française située dans le département du Territoire de Belfort, la région culturelle et historique de Franche-Comté et la région administrative Bourgogne-Franche-Comté.
Chef-lieu du canton de Valdoie, elle appartient à l'agglomération belfortaine. Ses habitants sont appelés les Valdoyens.

## Géographie

### Localisation
Proche des frontières suisse et allemande, à la sortie nord de Belfort, sur la route de Giromagny et du Ballon d'Alsace.

### Géologie et relief
La commune, au centre de la trouée de Belfort, est entourée de deux massifs boisés, la forêt du Salbert à l’ouest et la forêt de l’Arsot à l’est.
Le bassin houiller stéphanien sous-vosgien s’étend sur le territoire communal et aux alentours, entre Bouhans-lès-Lure, Ronchamp, Lomont à l'ouest et Rougemont-le-Château, Romagny à l'est.

### Sismicité
- Commune située dans une zone de sismicité modérée[2].

### Hydrographie et les eaux souterraines
- La ville est le point de confluence de la Savoureuse avec son affluent, la Rosemontoise.

### Climat
Pour des articles plus généraux, voir Climat de la Bourgogne-Franche-Comté et Climat du Territoire de Belfort.
En 2010, le climat de la commune est de type climat de montagne, selon une étude du Centre national de la recherche scientifique s'appuyant sur une série de données couvrant la période 1971-2000. En 2020, Météo-France publie une typologie des climats de la France métropolitaine dans laquelle la commune est exposée à un climat semi-continental et est dans la région climatique  Vosges, caractérisée par une pluviométrie très élevée (1 500 à 2 000 mm/an) en toutes saisons et un hiver rude (moins de 1 °C). 
Pour la période 1971-2000, la température annuelle moyenne est de 9,7 °C, avec une amplitude thermique annuelle de 17,3 °C. Le cumul annuel moyen de précipitations est de 1 289 mm, avec 13,1 jours de précipitations en janvier et 10,6 jours en juillet. Pour la période 1991-2020, la température moyenne annuelle observée sur la station météorologique de Météo-France la plus proche, « Giromagny_sapc », sur la commune de Giromagny à 8 km à vol d'oiseau, est de 10,2 °C et le cumul annuel moyen de précipitations est de 1 636,6 mm. 
La température maximale relevée sur cette station est de 37,2 °C, atteinte le 24 juillet 2019 ; la température minimale est de −18,9 °C, atteinte le 20 décembre 2009,,. 
| Mois                                  | jan.           | fév.           | mars           | avril         | mai             | juin         | jui.           | août           | sep.         | oct.          | nov.           | déc.           | année      |
| ------------------------------------- | -------------- | -------------- | -------------- | ------------- | --------------- | ------------ | -------------- | -------------- | ------------ | ------------- | -------------- | -------------- | ---------- |
| Température minimale moyenne (°C)     | −1,3           | −1,1           | 1,7            | 4,7           | 8,7             | 12           | 13,8           | 13,6           | 10,1         | 6,6           | 2,4            | −0,3           | 5,9        |
| Température moyenne (°C)              | 1,7            | 2,5            | 6,1            | 9,7           | 13,6            | 17,2         | 19,1           | 18,9           | 14,8         | 10,7          | 5,6            | 2,6            | 10,2       |
| Température maximale moyenne (°C)     | 4,7            | 6,1            | 10,5           | 14,7          | 18,6            | 22,4         | 24,3           | 24,1           | 19,6         | 14,7          | 8,8            | 5,5            | 14,5       |
| Record de froid (°C) date du record   | −14,5 26.01.00 | −17 07.02.1991 | −14,7 01.03.05 | −4,5 08.04.03 | −1,3 05.05.1991 | 2,1 02.06.06 | 4,9 09.07.1996 | 4,6 28.08.1998 | 1 30.09.1995 | −6 30.10.1997 | −11 23.11.1998 | −18,9 20.12.09 | −18,9 2009 |
| Record de chaleur (°C) date du record | 17,4 01.01.23  | 20,7 24.02.21  | 24,9 31.03.21  | 27,8 28.04.12 | 32 25.05.09     | 35 26.06.19  | 37,2 24.07.19  | 36,8 04.08.22  | 32 11.09.23  | 27,6 02.10.23 | 21,8 08.11.15  | 17,3 31.12.22  | 37,2 2019  |
| Précipitations (mm)                   | 185,1          | 143,5          | 147,3          | 90,1          | 127,6           | 104,1        | 104,9          | 106            | 108,9        | 143,2         | 161,4          | 214,5          | 1 636,6    |

| Diagramme climatique                                  |              |              |             |              |             |               |             |               |              |             |              |
| J                                                     | F            | M            | A           | M            | J           | J             | A           | S             | O            | N           | D            |
| 4,7−1,3185,1                                          | 6,1−1,1143,5 | 10,51,7147,3 | 14,74,790,1 | 18,68,7127,6 | 22,412104,1 | 24,313,8104,9 | 24,113,6106 | 19,610,1108,9 | 14,76,6143,2 | 8,82,4161,4 | 5,5−0,3214,5 |
| Moyennes : • Temp. maxi et mini °C • Précipitation mm |              |              |             |              |             |               |             |               |              |             |              |

Les paramètres climatiques de la commune ont été estimés pour le milieu du siècle (2041-2070) selon différents scénarios d'émission de gaz à effet de serre à partir des nouvelles projections climatiques de référence DRIAS-2020. Ils sont consultables sur un site dédié publié par Météo-France en novembre 2022.

### Voies de communications et transports

#### Voies routières
La commune est traversée par plusieurs routes départementales : RD 5, RD 13, RD 23, RD 24, RD 465.
La RD 5 relie Offemont à Sermamagny.
La RD 13 relie Auxelles-Bas à la frontière suisse, via Valdoie, Vézelois, Vellescot et Réchésy.
La RD 23 relie Grosmagny à Valdoie, via Éloie.
La RD 24 relie Riervescemont à Valdoie, via Rougegoutte, Sermamagny et Évette-Salbert
La RD 465 relie Belfort à Saint-Maurice-sur-Moselle. Il s'agit de l'ancienne RN 465, classée dans la voirie nationale dans les années 1930 ; elle a été déclassée et reclassée dans la voirie départementale en 1973.

#### Transports en commun
- Gare des Trois-Chênes sur la commune de Belfort.
- Réseau Optymo[12].

### Intercommunalité
- Commune membre de la Communauté d'agglomération Grand Belfort.

## Urbanisme

### Typologie
Au 1er janvier 2024, Valdoie est catégorisée grand centre urbain, selon la nouvelle grille communale de densité à sept niveaux définie par l'Insee en 2022.
Elle appartient à l'unité urbaine de Belfort, une agglomération inter-départementale regroupant 16  communes, dont elle est une commune de la banlieue,,. Par ailleurs la commune fait partie de l'aire d'attraction de Belfort, dont elle est une commune du pôle principal,. Cette aire, qui regroupe 91 communes, est catégorisée dans les aires de 50 000 à moins de 200 000 habitants,.

### Occupation des sols
L'occupation des sols de la commune, telle qu'elle ressort de la base de données européenne d’occupation biophysique des sols Corine Land Cover (CLC), est marquée par l'importance des forêts et milieux semi-naturels (48,8 % en 2018), en diminution par rapport à 1990 (52,4 %). La répartition détaillée en 2018 est la suivante :
forêts (48,8 %), zones urbanisées (40,5 %), zones agricoles hétérogènes (9,7 %), eaux continentales (1,1 %). L'évolution de l’occupation des sols de la commune et de ses infrastructures peut être observée sur les différentes représentations cartographiques du territoire : la carte de Cassini (XVIIIe siècle), la carte d'état-major (1820-1866) et les cartes ou photos aériennes de l'IGN pour la période actuelle (1950 à aujourd'hui).

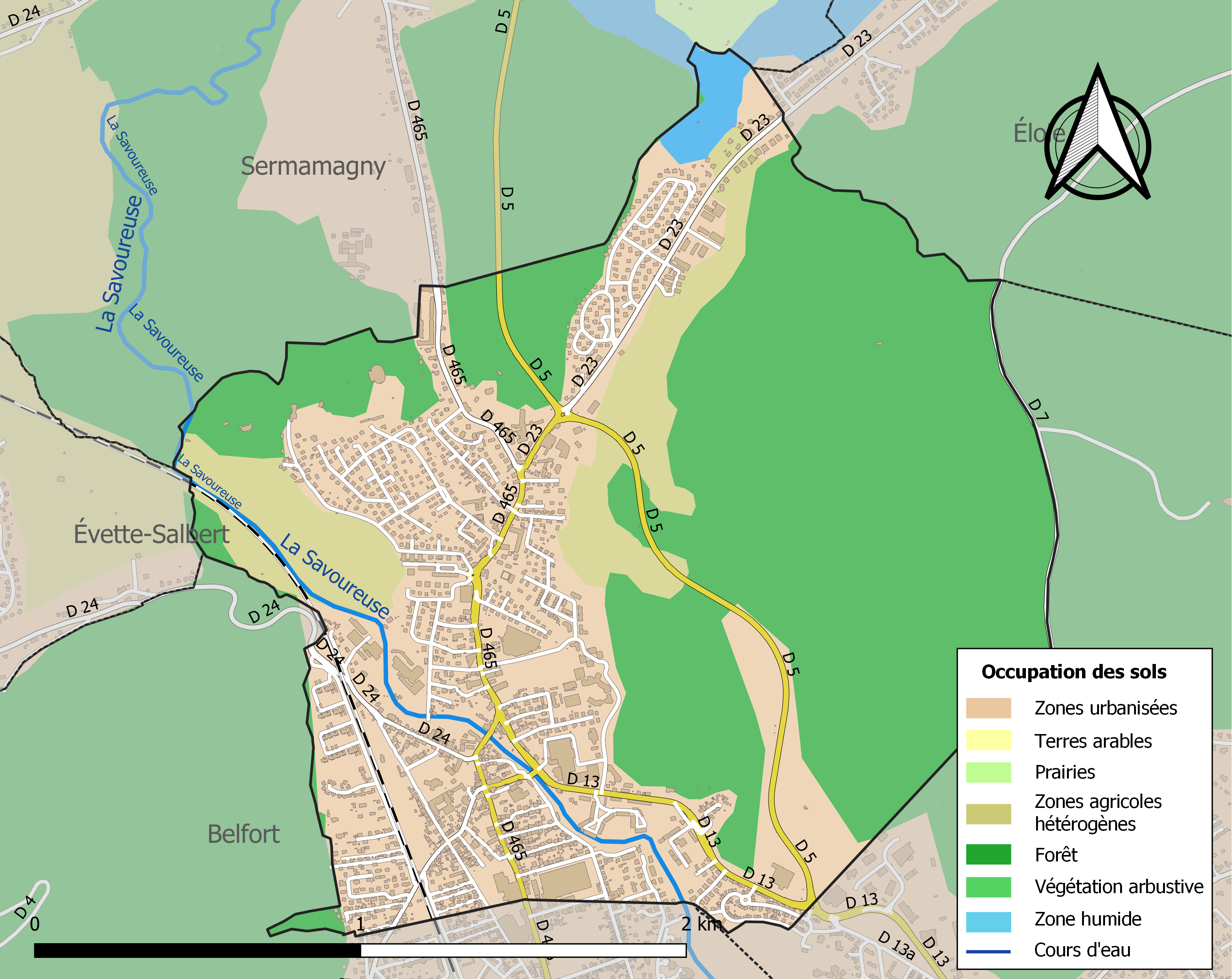
Carte des infrastructures et de l'occupation des sols de la commune en 2018 (CLC).

## Toponymie
Wedo (1350), Vaydhoye (1617), Vaidoye / Vaidhoye / Vaidhoy / Vauldoye / Vaudoye (1621-1655), Valdoye (1793).

## Histoire

### Faits historiques
Le nom de Valdoie (Val d'Oye, Wedaw, Waido, Vaydoie...) viendrait, selon J. Liblin, du latin vadum (guè, endroit guéable) et du celtique Oye (eau, rivière) qui aurait alors désigné la rivière la Savoureuse. Ce gué permettait à la voie romaine secondaire de Mandeure à Auxelles-Bas de franchir la rivière, du moins en période d'étiage. Valdoie n'est citée dans les écrits qu'à partir de 1350. Le village était partie de la seigneurie du Rosemont à ses origines et a été rattaché aux domaines autrichiens comme le comté de Ferrette de 1347 à la fin de la guerre de Trente Ans en 1648. Fin décembre 1674, Turenne a bivouaqué à Valdoie avant d'aller en Alsace remporter la victoire de Turckheim.
La ville a été rattachée à la paroisse de Belfort jusqu'en 1778. Après avoir été pendant quelques années dépendante de Belfort, Valdoie est devenue une paroisse autonome en 1780. À la fin du XVIIIe siècle, les villages de Cravanche et de Salbert lui ont été rattachés. L'église Saint-Joseph du début du XXe siècle a été construite à l'emplacement d'un premier bâtiment érigé en 1780.

## Politique et administration

### Budget et fiscalité 2021

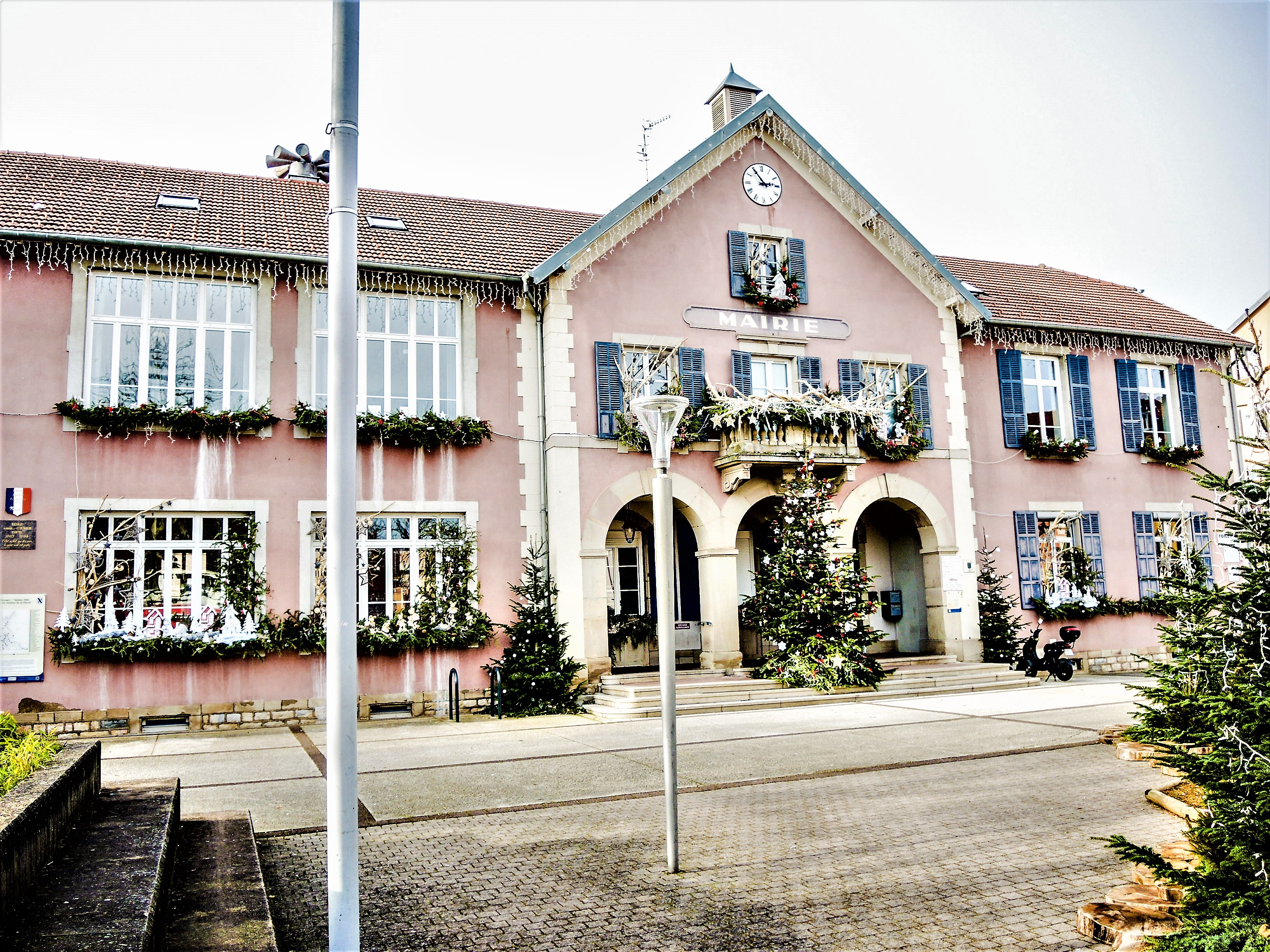
Mairie.

En 2021, le budget de la commune était constitué ainsi :
- total des produits de fonctionnement : 4 356 000 €, soit 792 € par habitant ;
- total des charges de fonctionnement : 4 045 000 €, soit 736 € par habitant ;
- total des ressources d'investissement : 373 000 €, soit 68 € par habitant ;
- total des emplois d'investissement : 1 877 000 €, soit 341 € par habitant ;
- endettement : 8 114 000 €, soit 1 475 € par habitant.

Avec les taux de fiscalité suivants :
- taxe d'habitation : 11,96 % ;
- taxe foncière sur les propriétés bâties : 32,09 % ;
- taxe foncière sur les propriétés non bâties : 36,81 % ;
- taxe additionnelle à la taxe foncière sur les propriétés non bâties : 0,00 % ;
- cotisation foncière des entreprises : 0,00 %.

Chiffres clés Revenus et pauvreté des ménages en 2020 : médiane en 2020 du revenu disponible, par unité de consommation : 20 700 €.

## Population et société

### Démographie

#### Évolution démographique
En 1999, les Valdoyens étaient 4 843, soit 20 fois plus qu'en 1803. L'évolution a été importante entre 1872 et 1901 avec l'arrivée nombreuse d'Alsaciens optant pour la nationalité française ; la population a été multipliée par cinq en moins de trente ans passant de 523 à 2 575 habitants. L'industrie s'est fortement développée avec cette main-d'œuvre qualifiée : construction mécanique (Page, 1852) et industrie textile (Dollfus et Noack, 1898).
En 2010, elle était la troisième commune du département en nombre d'habitants, loin derrière Belfort et ses 50 078 habitants, un peu moins loin de Delle avec 5 916 habitants et tout juste devant Beaucourt et ses 5 060 habitants.
En 2014, elle compte 5 900 habitants.

L'évolution du nombre d'habitants est connue à travers les recensements de la population effectués dans la commune depuis 1793. Pour les communes de moins de 10 000 habitants, une enquête de recensement portant sur toute la population est réalisée tous les cinq ans, les populations de référence des années intermédiaires étant quant à elles estimées par interpolation ou extrapolation. Pour la commune, le premier recensement exhaustif entrant dans le cadre du nouveau dispositif a été réalisé en 2008.

En 2022, la commune comptait 5 193 habitants, en évolution de −2,75 % par rapport à 2016 (Territoire de Belfort : −2,78 %, France hors Mayotte : +2,11 %).
| 1793 | 1800 | 1806 | 1821 | 1831 | 1836 | 1841 | 1846 | 1851 |
| ---- | ---- | ---- | ---- | ---- | ---- | ---- | ---- | ---- |
| 301  | 272  | 281  | 328  | 387  | 413  | 385  | 416  | 428  |

| 1856 | 1861 | 1866 | 1872 | 1876 | 1881  | 1886  | 1891  | 1896  |
| ---- | ---- | ---- | ---- | ---- | ----- | ----- | ----- | ----- |
| 433  | 522  | 537  | 523  | 732  | 1 156 | 1 371 | 1 665 | 1 985 |

| 1901  | 1906  | 1911  | 1921  | 1926  | 1931  | 1936  | 1946  | 1954  |
| ----- | ----- | ----- | ----- | ----- | ----- | ----- | ----- | ----- |
| 2 575 | 2 725 | 3 166 | 3 121 | 3 266 | 3 580 | 3 380 | 3 295 | 3 538 |

| 1962  | 1968  | 1975  | 1982  | 1990  | 1999  | 2006  | 2008  | 2013  |
| ----- | ----- | ----- | ----- | ----- | ----- | ----- | ----- | ----- |
| 3 986 | 3 983 | 4 466 | 4 572 | 4 314 | 4 843 | 5 000 | 5 044 | 5 394 |

| 2018  | 2022  | - | - | - | - | - | - | - |
| ----- | ----- | - | - | - | - | - | - | - |
| 5 260 | 5 193 | - | - | - | - | - | - | - |

### Enseignement

#### Écoles primaires

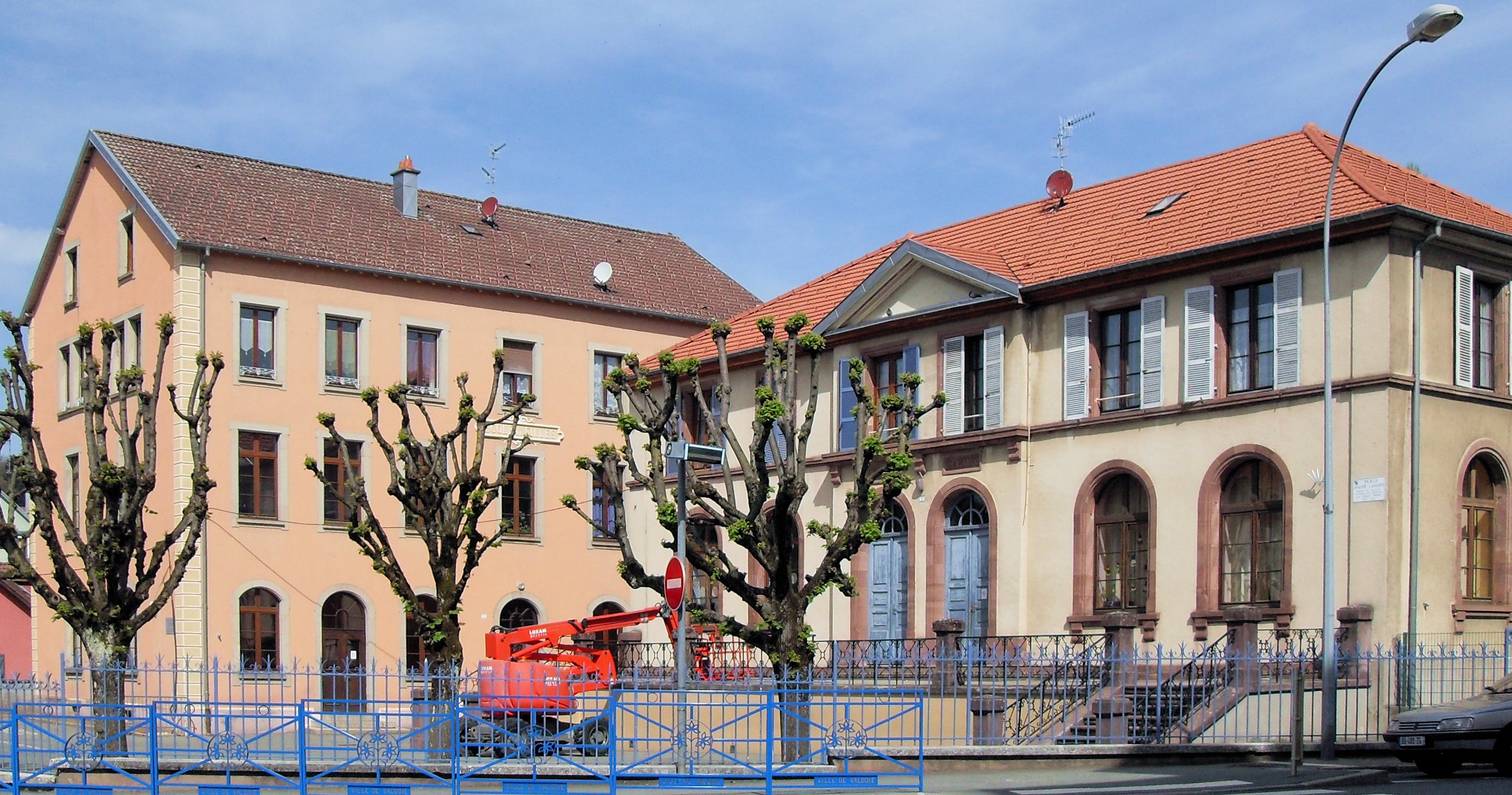
L'école élémentaire Paul-Kiffel.

- École élémentaire André-Chenier ;
- École élémentaire Paul-Kiffel ;
- École élémentaire Victor-Frahier.

#### Collèges
- Collège René-Goscinny (collège public).
- Collèges à Belfort[29].

#### Lycée
- Lycée professionnel agricole Lucien-Quelet (lycée public ; Centre de Formation Agricole pour Adultes ; Centre de Formation Agricole pour Apprentis).
- Lycées à Belfort.

### Cultes
- Culte catholique, Paroisse Saint Marc Belfort-Montbéliard[30], Diocèse de Belfort.

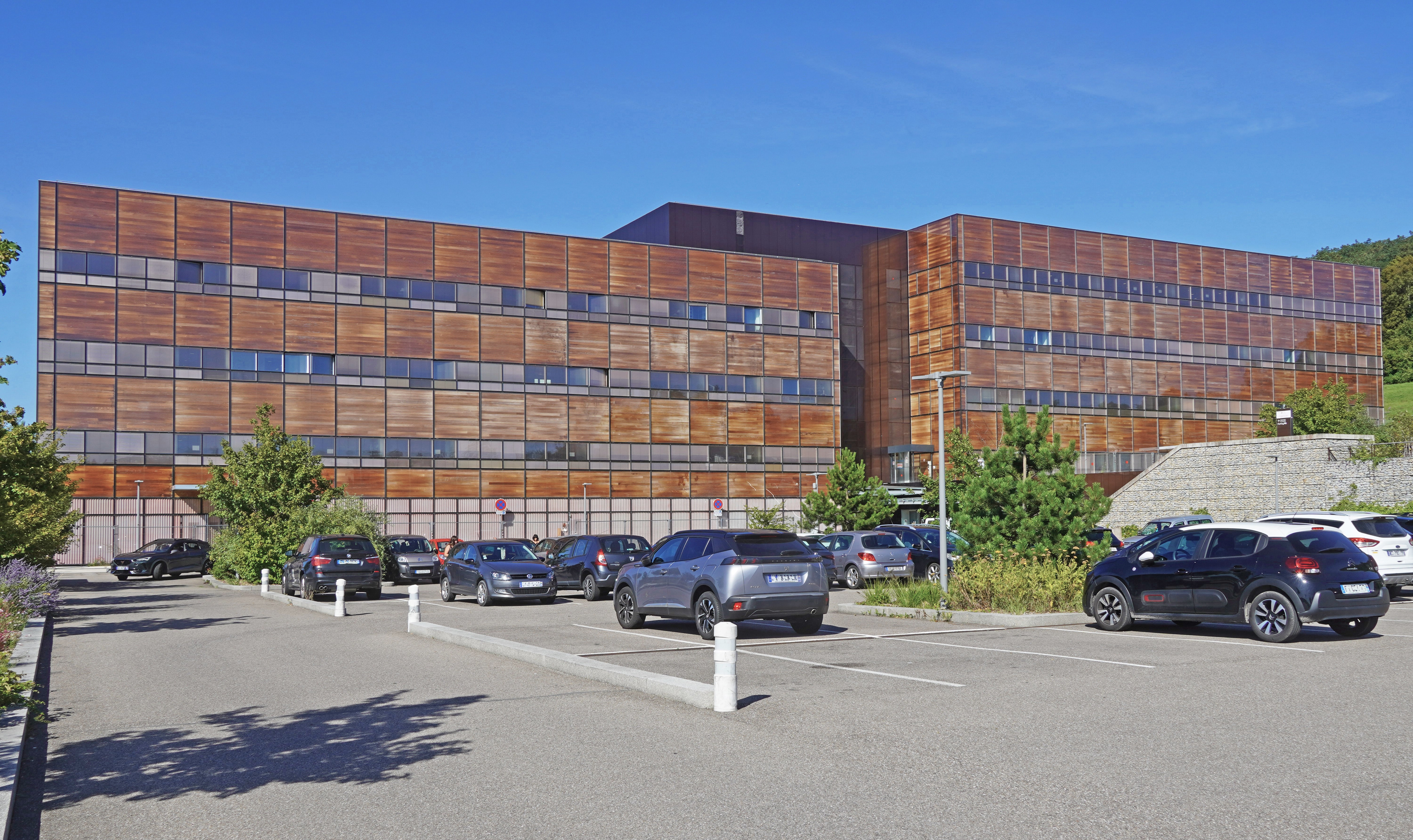
Centre hospitalier de Belfort-Montbéliard.

### Santé
Professionnels et établissements de santé :
- Médecins,
- Pharmacies,
- Centre hospitalier de Belfort-Montbéliard.

### Personnalités liées à la commune
- André Maschinot (1903-1963), footballeur né à Valdoie.
- Jean Berger, néphrologue, professeur de médecine, né à Valdoie en 1930
- Rose Lorraine (1909-2003), actrice née à Valdoie.
- Yves Ackermann, ancien maire de Valdoie et président du conseil général du Territoire de Belfort.
- Michel Zumkeller, député UDI du Territoire de Belfort.
- Jean-Charles Ablitzer, organiste

## Économie

### Entreprises et commerces

#### Agriculture
- Exploitation lycée agricole Lucien Quelet[32].

#### Tourisme
- Restaurant[33].
- Hôtels à Belfort.

#### Commerces et services
- Commerces et services de proximité[34].
- Filature de laine peignée Schwartz et Cie, puis usine de teinturerie Achtnich, actuellement magasin de commerce[35].
- Usine de transformation des métaux Charpentier, puis Charpentier-Vogt, puis usine de construction électrique (usine d'isolants électriques) Samica, actuellement Von-Roll Isola[36].
- Moulin à farine, puis tissage de coton Meyer, puis Alexandre, puis Couleru et Chatel, puis Schmerber, puis Schwob, puis de la Cotonnière d'Héricourt, actuellement magasin de commerce[37].
- Usine de feutre Dollfus-Noack, actuellement centre commercial[38].
- Usine de passementerie de la Société industrielle de Rubans, puis usine de peintures et vernis Gauthier, puis des Industries des Peintures Associés, actuellement Sigma Coatings[39].
- Usine de matériel d'équipement industriel Page, puis Chaudel-Page, puis Socolest, actuellement usine de mécanique de précision Crelier[40].
- Usine de construction métallique et usine de menuiserie A. Lutringer et Cie, actuellement magasin de commerce et atelier[41].
- Usine de teinturerie des Ets Georges Koechlin, puis usine de bonneterie et usine de confection Lama, actuellement usine d'articles en matière plastique Danplast[42].

## Lieux et monuments

### Patrimoine religieux
- L'église Saint-Joseph[43].

L'orgue construit en 1936 par Georges Schwenkedel,.
- Monuments commémoratifs :
  - Monument aux morts[46] : Conflits commémorés : 1914-1918 - 1939-1945 - AFN-Algérie (1954-1962).
  - Plaque commémorative 1914-1918 dans l'église.
  - Vitrail commémoratif dans l'église.
  - Plaques commémoratives Forces françaises de l'intérieur (F.F.I).
  - Plaque commémorative de l'ancienne gare[47].
  - Stèle commémorative Afrique française du Nord (A.F.N.).

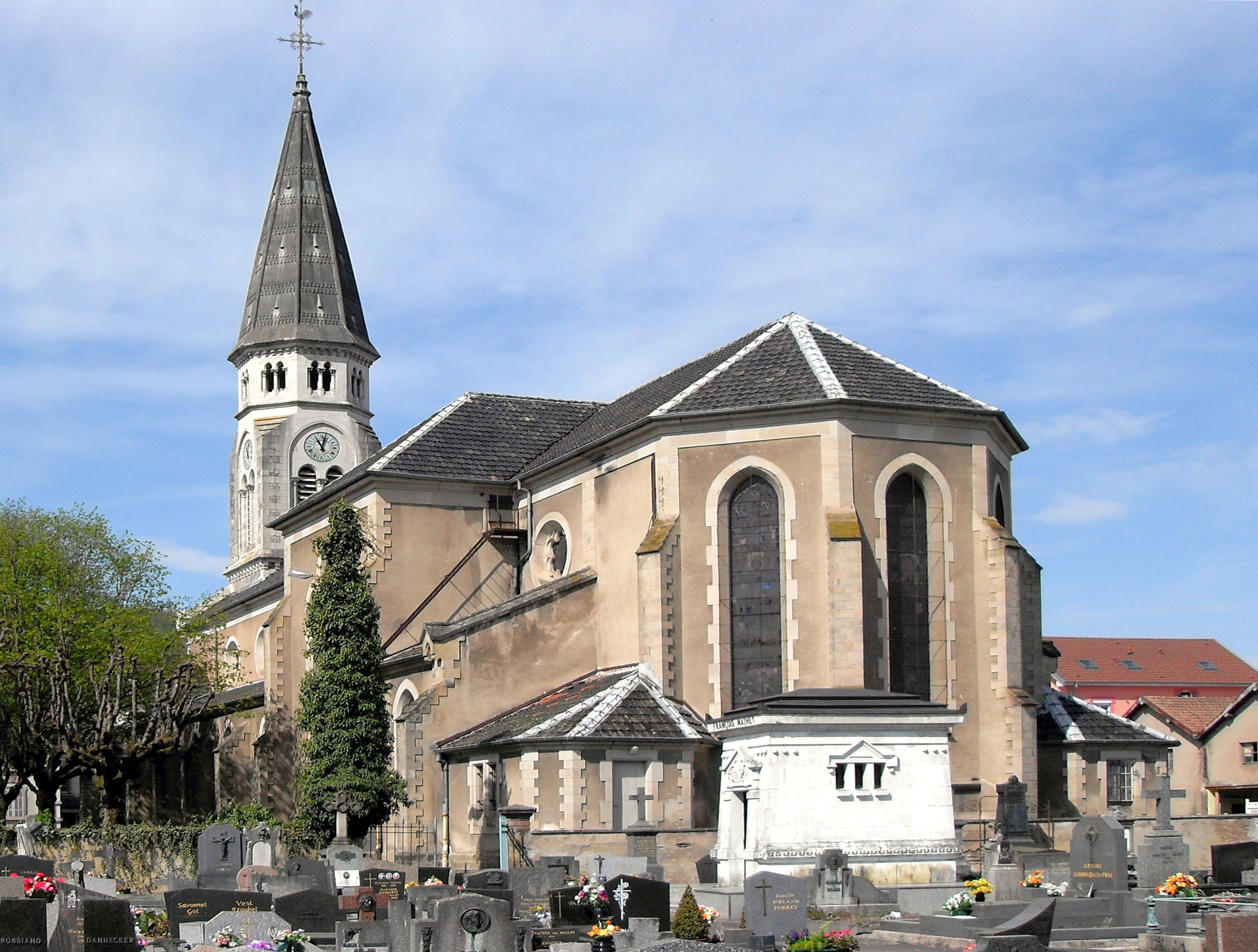
L'église Saint-Joseph côté cimetière.
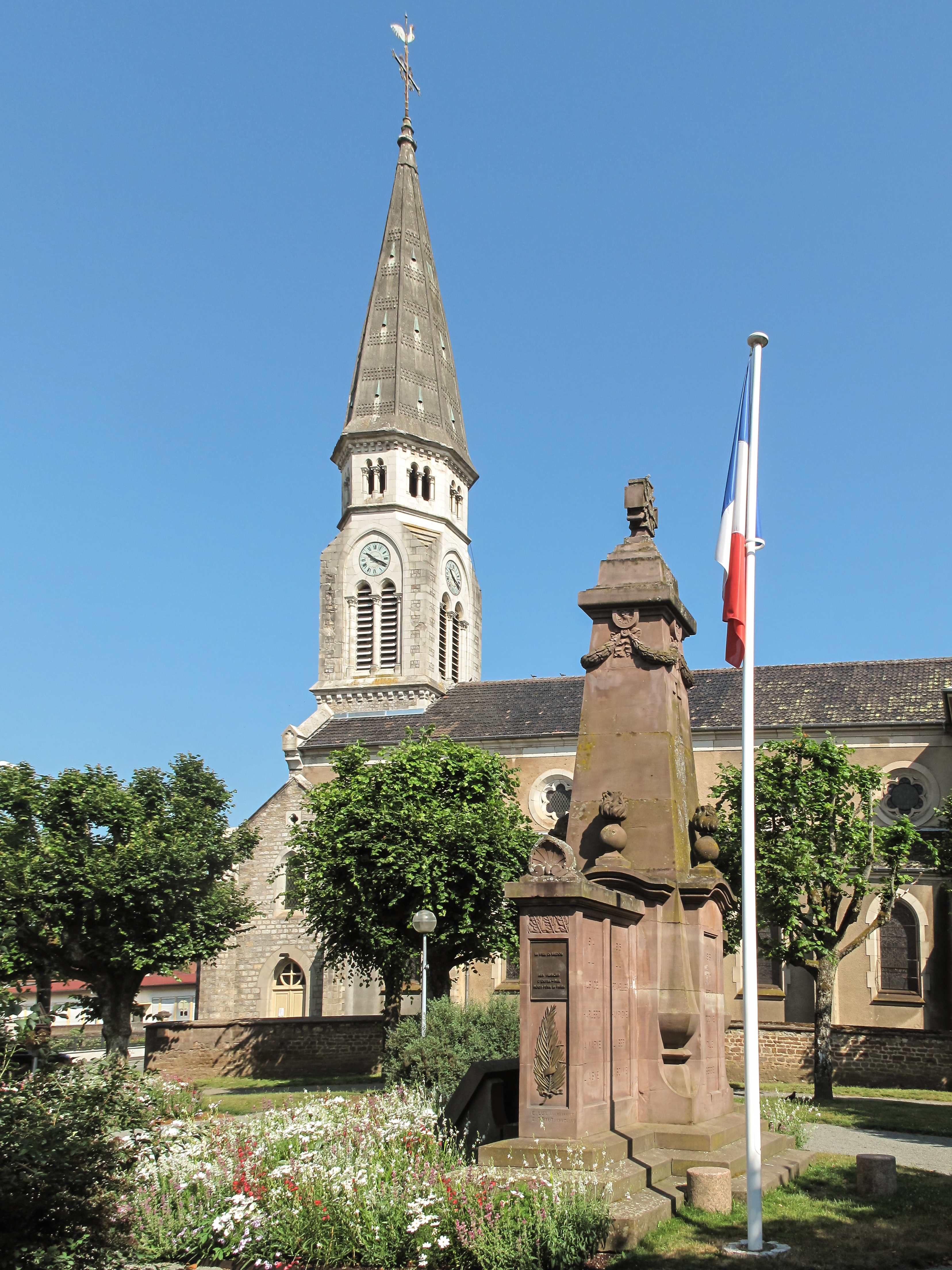
L'église et le mémorial.
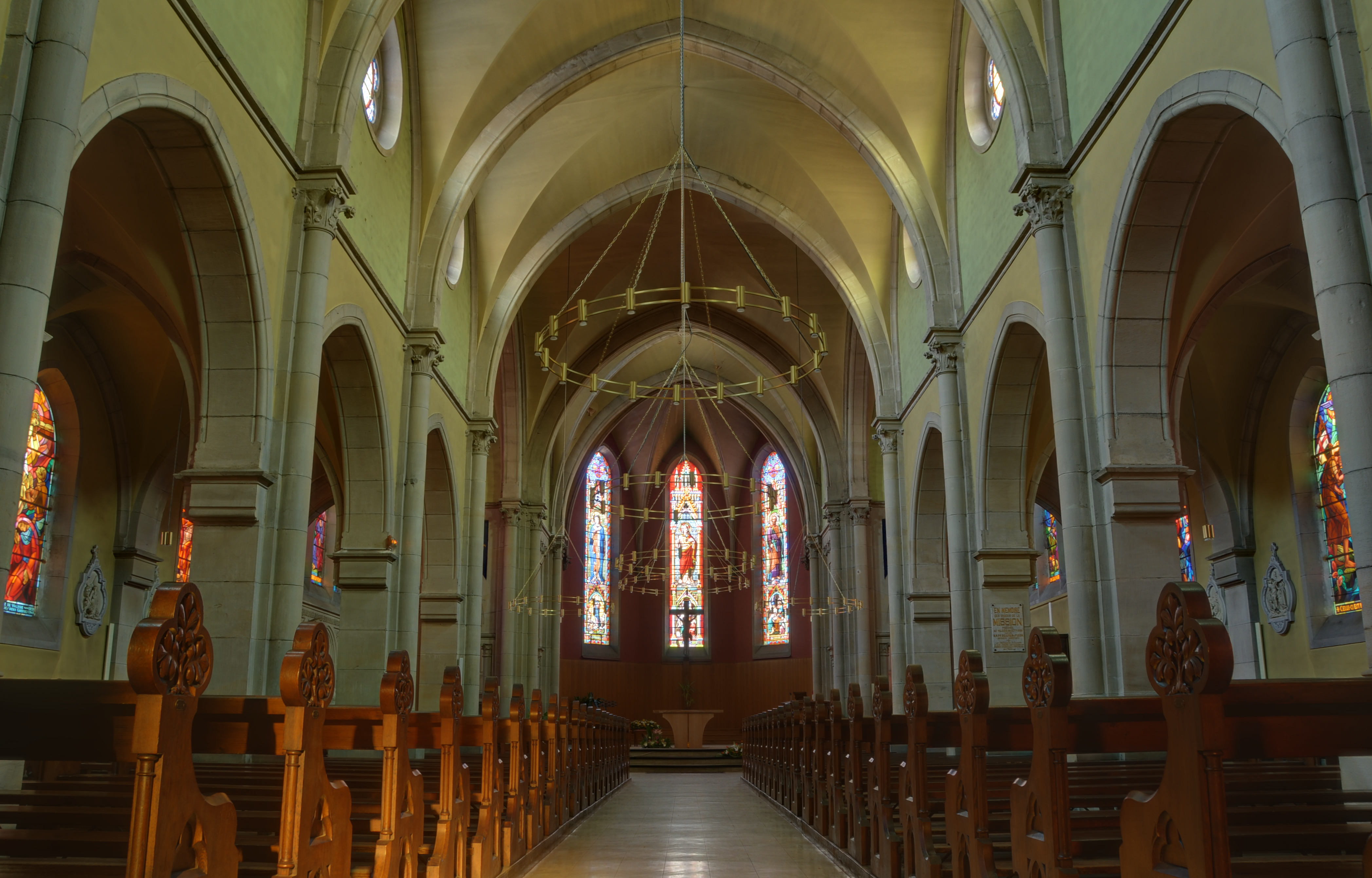
L'intérieur de l'église Saint-Joseph.
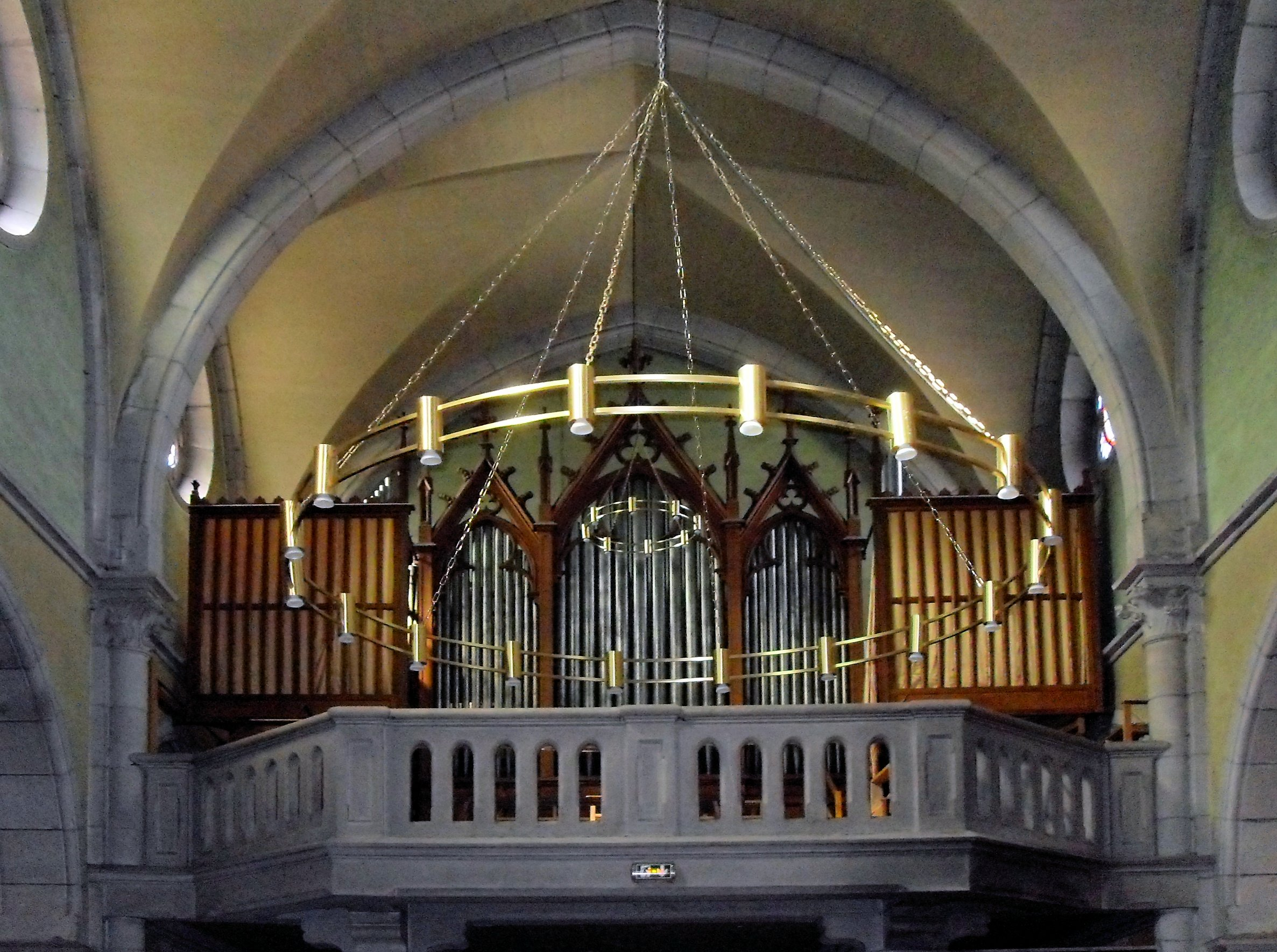
L'orgue de Georges Schwenkedel.

### Patrimoine naturel
- La forêt de Valdoie est composée de deux massifs boisés, la forêt du Salbert à l'ouest et la forêt de l'Arsot à l'est.

### Patrimoine militaire

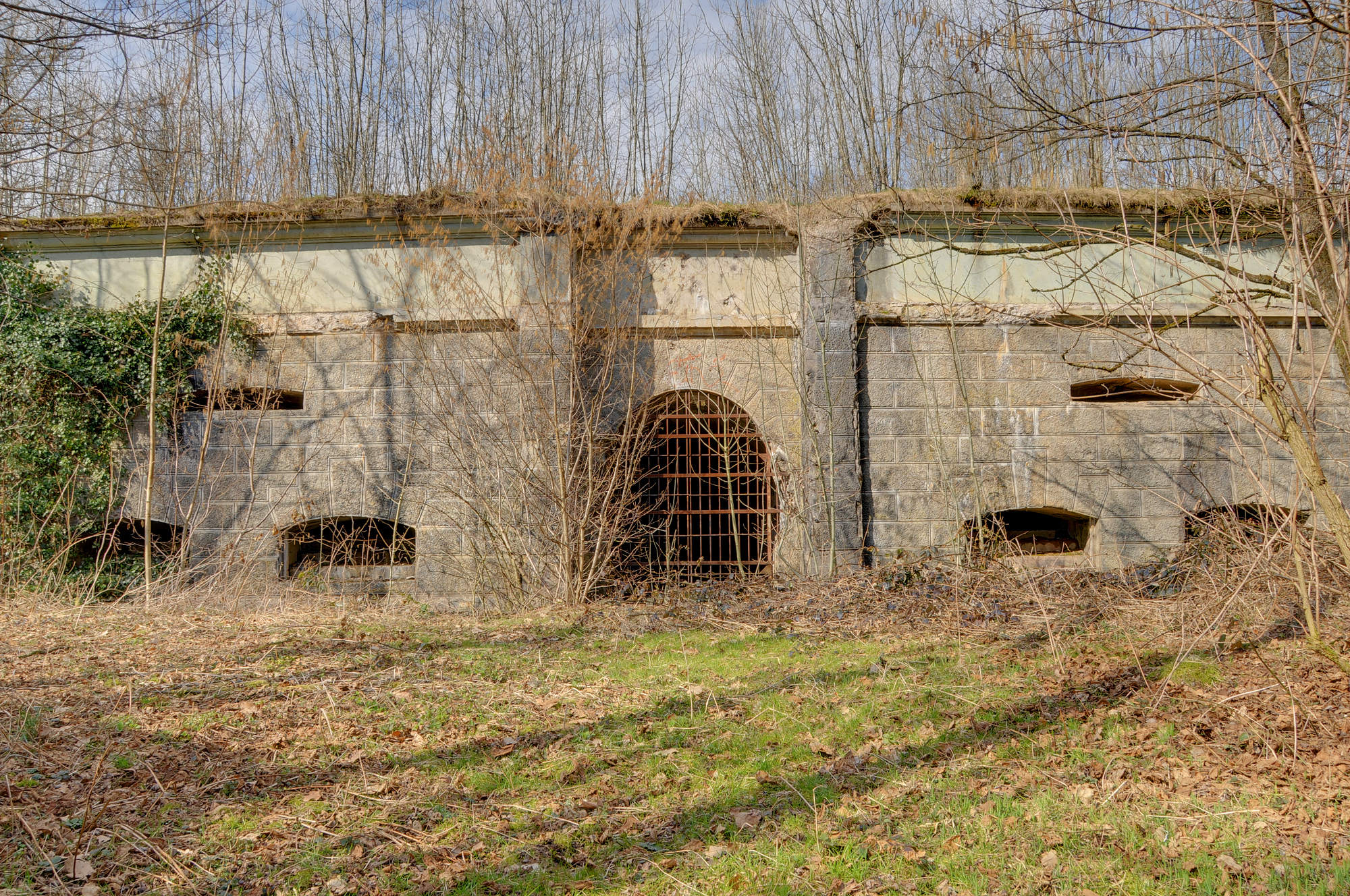
Le fort de Valdoie.

- Le fort de Valdoie[48].

Construit entre 1889 et 1891, et aussi connu sous le nom de fort du Monceau. Il s'agit d'une ancienne caserne militaire.
Aujourd'hui, la forêt a repris ses droits sur cet édifice.Il reste en bon état malgré les quelques tags qui recouvrent certains murs. Un projet prévoyait de le restaurer pour l’ouvrir au public, mais il est resté sans suite. Il appartient à la commune depuis 2010.

### Héraldique
| Armes de Valdoie | Les armes peuvent se blasonner ainsi : d'argent à la bande ondée d'azur, accompagnée de deux fleurs de lys de gueules. |

## Galerie photos

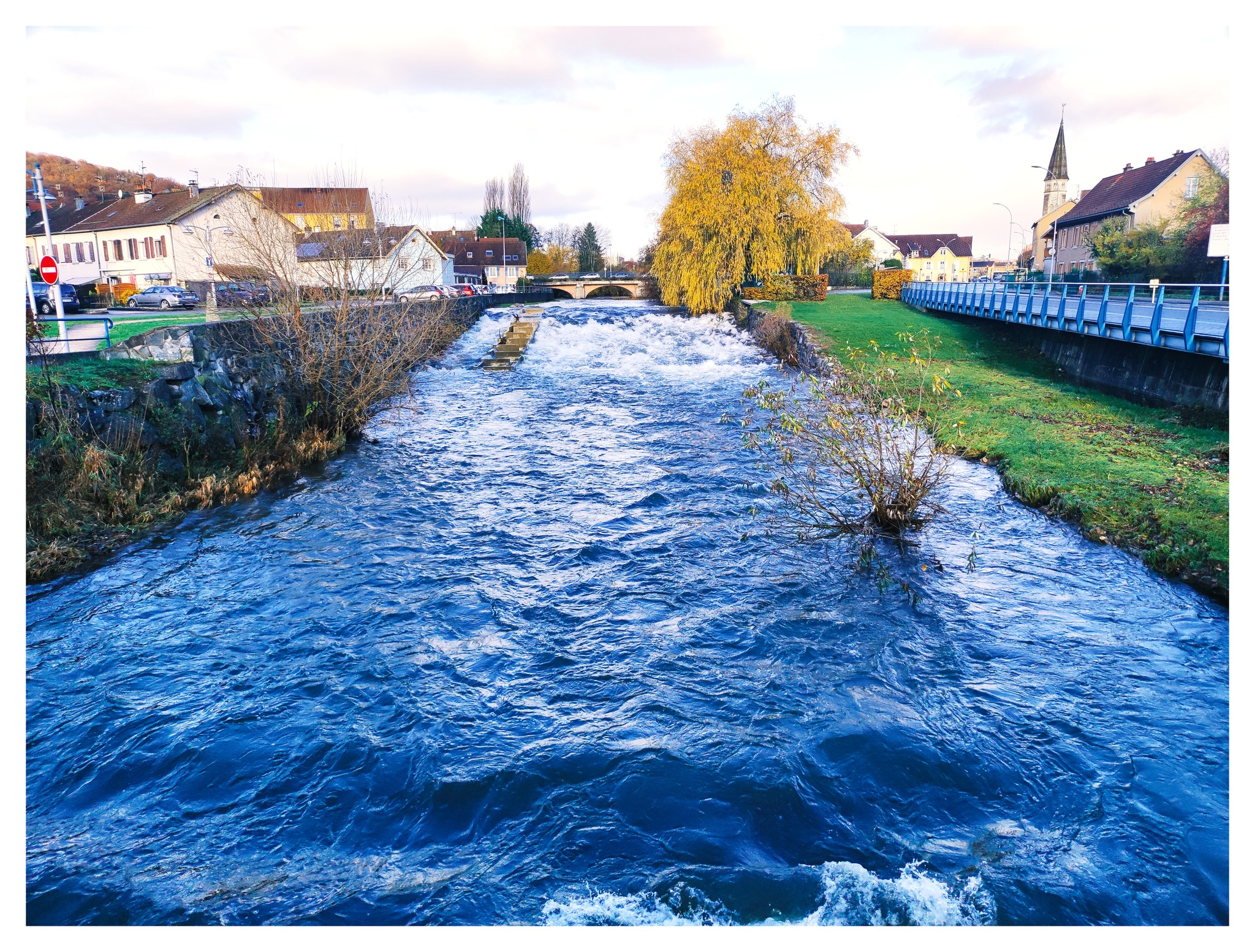
Vue sur La Savoureuse et le Pont Carnot.
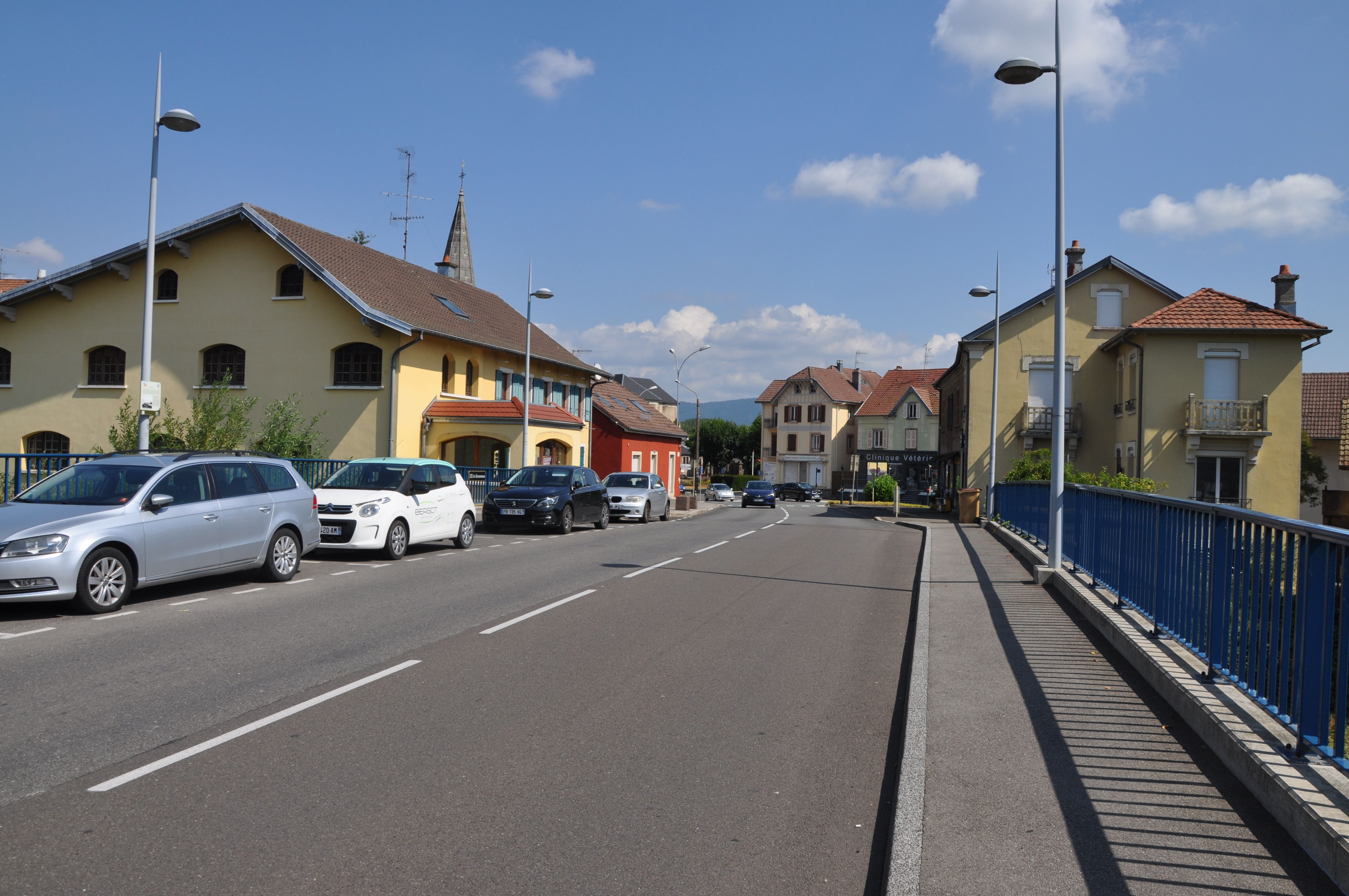
Vue depuis le Pont Carnot
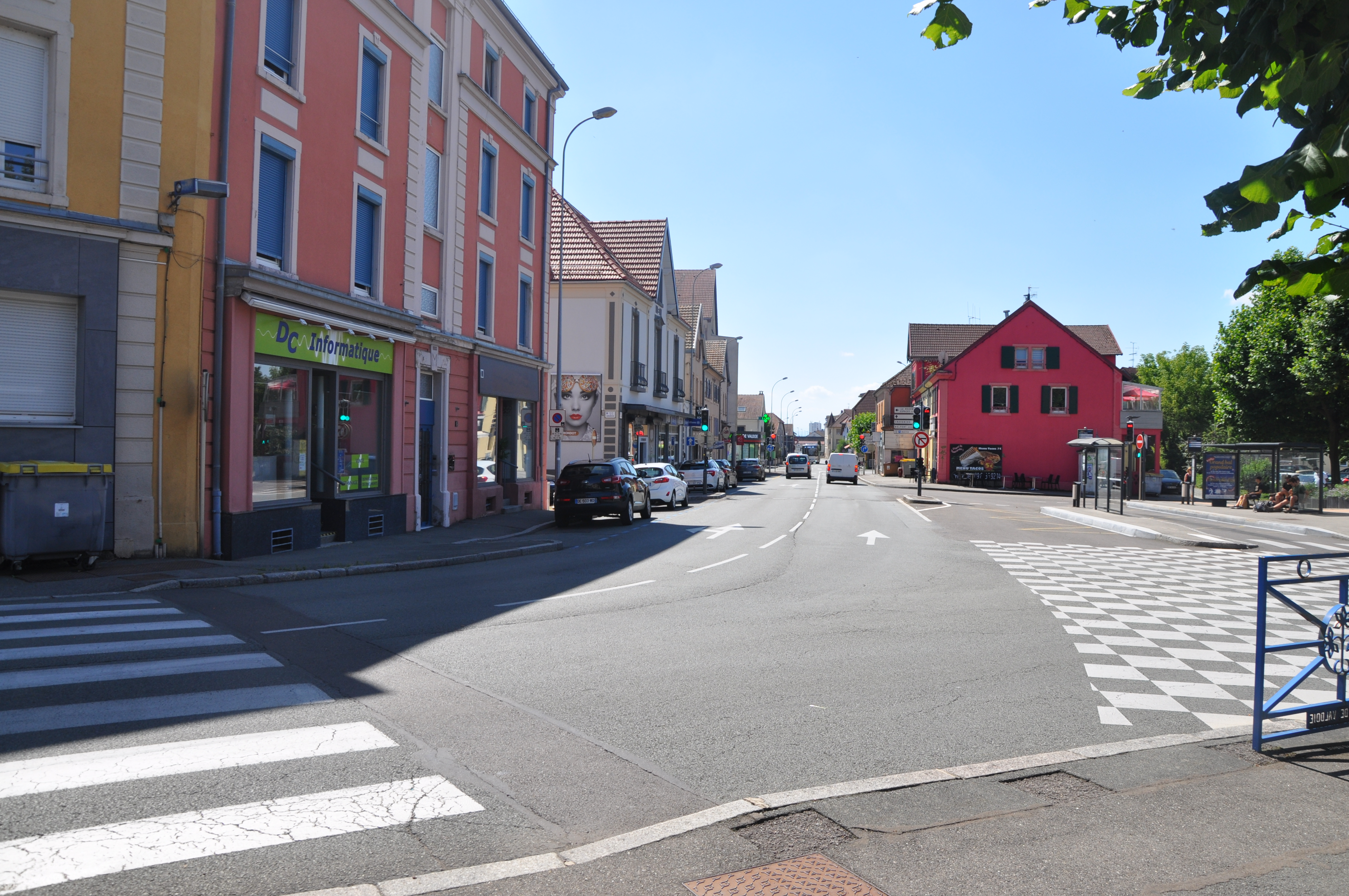
Vue sur la rue Carnot.

## Pour approfondir